# Manhunt (jeu vidéo)
Pour les articles homonymes, voir Manhunt.
Manhunt est un jeu vidéo d'infiltration et d'action de type survival horror développé par Rockstar North et édité en 2003 par Take2 Interactive sur PlayStation 2. Le jeu est sorti en 2004 sur Xbox et sous Windows.
Classifié « Jeunes Adultes » par l'ESRB et interdit aux moins de 18 ans, le titre fait parler de lui notamment à cause de sa violence.
Une suite, Manhunt 2, est sortie en 2007 en Amérique du Nord et en 2008 en Europe sur PlayStation 2, Wii et PlayStation Portable.

## Synopsis
James Earl Cash est un prisonnier détenu à la county jail de Carcer City, condamné à mort pour des raisons inconnues. Son exécution fut simulée devant les médias car cet homme a été racheté au chef de la police, Garry Schaeffer, par un réalisateur de snuff movies du nom de Lionel Starkweather. Lors de ce qui devait être son exécution il a simplement été endormi et est réveillé dans la nuit par Starkweather pour tourner un snuff movie appelé Manhunt (en français : « chasse à l'homme »). Le scénario du film est entièrement basé sur les capacités de survie du héros, traqué par divers « chasseurs », allant du gangster de base, aux paramilitaires expérimentés. Dans ce film, il est prévu que Cash meure à la fin, mais il parvient à s'échapper et à retrouver le manoir où habite Starkweather.

## Système de jeu
Manhunt est un jeu d'infiltration et d'action dans lequel le joueur contrôle James Earl Cash en vue à la troisième personne. Le jeu se décompose en 20 niveaux, ou « scènes » ; il existe également quatre scènes bonus à débloquer. Pour survivre à chaque scène, le joueur doit éliminer les membres des gangs (ou « chasseurs ») qui s'opposent à lui, parfois en utilisant des armes à feu, mais le plus souvent en les exécutant de façon furtive. À la fin de chaque scène, le joueur est évalué en fonction de sa performance, et reçoit une à cinq étoiles. Du contenu supplémentaire se débloque lorsque le joueur réussit à obtenir trois étoiles ou plus dans un certain nombre de niveaux. En difficulté normale (ou « fétiche »), le joueur ne peut gagner que quatre étoiles : une étoile pour avoir fini la scène en un temps déterminé, et une à trois autres étoiles selon le degré de violence des exécutions effectuées pendant la scène. En difficulté difficile (ou « hardcore »), le joueur reçoit jusqu'à cinq étoiles : une pour la vitesse, une à trois pour la violence, et une dernière pour avoir réussi à terminer la scène. Pour gagner le nombre maximal d'étoiles à la fin d'une scène, un certain nombre d'exécutions très violentes doivent être réalisées. Le combat au corps à corps ne rapporte pas d'étoiles. Pour réussir une exécution, le joueur doit s'approcher d'un chasseur par derrière, sans être repéré.
Pour faciliter la tâche au joueur, chaque scène comprend de nombreuses zones d'ombre, dans lesquelles il est possible de se cacher. Les ennemis ne peuvent pas voir le joueur quand il se trouve dans l'une d'entre elles, sauf s'ils le voient y entrer. Une technique simple consiste à se cacher dans l'ombre, puis à taper sur un mur pour attirer l'attention d'un chasseur à proximité. Une fois que l'ennemi a inspecté les lieux et qu'il s'éloigne, il suffit au joueur de ressortir de l'ombre derrière celui-ci, et de l'exécuter. Il y a trois « niveaux » d'exécution, chacun plus brutal que le précédent. Les exécutions de niveau 1 (« rapides ») sont brèves et peu sanglantes, celles de niveau 2 (« intermédiaires ») sont beaucoup plus gore, tandis que celles de niveau 3 (« extrêmes ») atteignent les limites du macabre. Le joueur choisit à sa guise le niveau de violence de ses exécutions.
En cours de jeu, le joueur peut utiliser toute une panoplie d'armes, comme un sac plastique, une batte de baseball, un pied de biche, et toutes sortes d'objets à lame. Les armes à feu font leur apparition plus tard dans le jeu ; elles ne peuvent être utilisées pour les exécutions. Si la santé du joueur est faible, il peut utiliser les antidouleurs présents dans les niveaux pour se soigner. Le joueur a aussi une jauge d'endurance qui se vide s'il court, et qui se remplit s'il s'immobilise. Si le joueur connecte un micro sur PlayStation 2 ou Xbox, il peut utiliser sa propre voix pour distraire les ennemis.

## Personnages

### James Earl Cash
Il est le protagoniste du jeu. Emprisonné à la County Jail de Carcer City, il est condamné à la peine capitale. Les raisons de son incarcération ainsi que de sa condamnation à mort ne sont jamais explicitées. Alors qu'il devait recevoir une injection létale au pénitencier de Darkwoods, il se voit pourtant administrer un simple sédatif, qui l'endort au lieu de le tuer. En effet, il se trouve que le personnel chargé de l'exécution de Cash a en réalité été corrompu par Lionel Starkweather, un puissant réalisateur de snuff movies qui a maquillé la mise à mort du condamné pour pouvoir se l'approprier dans le but d'en faire le personnage principal de son prochain film. Cash est alors guidé dans les rues de Carcer City par Starkweather et est contraint de suivre les instructions de ce dernier. Son nom est inspiré du criminel américain James Earl Ray, assassin de Martin Luther King en 1968.

### Lionel Starkweather
Surnommé « The Director » (« Le Réalisateur » en VF), il est le principal antagoniste du jeu. Influent producteur et réalisateur de snuff movies, il met en scène l'exécution de James Earl Cash pour le faire passer pour mort aux yeux des médias et l'utilise ensuite pour en faire le protagoniste de son nouveau film. Il semble avoir un certain goût pour la violence, poussant Cash à assassiner les chasseurs de façon toujours plus brutale et spectaculaire. Ayant des connexions dans toutes les sphères de la ville, il dirige la police de Carcer City par l'intermédiaire de son chef, Gary Schaffer et possède également sa propre milice privée, les Cerbères. Dans le cadre de ses snuff movies, il travaille également en étroite collaboration avec deux hommes de mains : le leader des Cerbères et Ramirez ainsi qu'avec plusieurs « acteurs », qu'il retient parfois contre leur gré. Il dirige la réalisation de ses films depuis sa propriété, un grand et luxueux manoir dans lequel il séquestre Piggsy, l'un de ses acteurs fétiches. Son nom est inspiré du tueur en série américain Charles Starkweather.

### Ramirez
Commandant militaire latino-américain, il dirige les Chiens de Guerre (Wardogs) et est manifestement responsable de la coordination des différents gangs chargés d'éliminer Cash. Il arbore une cicatrice sur l'œil droit qui laisse supposer qu'il ne voit que d'un seul œil. Il est l'un des principaux hommes de main de Starkweather et a d'ailleurs collaboré avec lui lors d'un précédent snuff movie intitulé Let's Play "Ramirez Sez". Son béret rouge indique qu'il a probablement combattu au sein des Combat Control Teams (CCT), équipes spéciales de l'US Air Force. Son statut de vétéran de guerre en fait un ennemi particulièrement difficile à éliminer étant donné qu'il possède une forte expérience du combat armé ainsi qu'une expertise aiguisée des techniques et stratégies militaires. Son nom est inspiré du tueur en série Richard Ramirez.

### Piggsy
On ne sait pas d'où Piggsy provient, mais il semble être le fruit d'une horrible opération, d'une greffe de tête de porc sur le corps d'un être humain. Il est cependant plus probable qu'il s'agisse simplement d'un masque porté par un individu ayant sombré dans la folie en raison de sa longue captivité. En effet, il est un acteur récurrent des snuff movies de Starkweather. Piggsy a une cicatrice au-dessus de l'œil droit. Il est gros, marche assez difficilement et a des pieds très grands. Il a une bandoulière cachant ses parties intimes (dans la version censurée) et a des bandeaux autour des bras. Il est de sexe masculin (ses parties génitales dépassent dans un artwork à débloquer). Piggsy sait se tenir debout. Il sait parler (dans la dernière mission de Manhunt, il dit « Piggsy énervé, Piggsy bouffer tes couilles ») et sait couiner. Piggsy est armé d'une tronçonneuse, qu'il manie particulièrement bien. Son flair est extrêmement développé.
C'est dans la dernière mission du jeu que le joueur doit affronter Piggsy dans le manoir, au dernier étage. Le grillage qui fait office de sol ne résiste pas au poids de Piggsy, mais celui-ci, au bord de la chute, parvient tout de même à s'accrocher à la bordure. C'est alors que le joueur déchiquète les bras de Piggsy avec la tronçonneuse de ce dernier, et il meurt d'une chute de plus de 25 mètres. Le joueur peut également tuer Piggsy en lui tirant dessus avec une arme à feu.

### Gary Schaffer
Chef des forces de police de Carcer City, il est en réalité complètement corrompu et travaille en vérité pour le compte de Starkweather. Ce dernier fera d'ailleurs appel à lui et à ses hommes, membres du SWAT inclus, lorsqu'il constate qu'il perd le contrôle de Cash. Son nom est inspiré de Gerard Schaefer, un tueur en série américain qui était également policier.

## Gangs

### Les Lascars (The Hoods)
Il s'agit du premier gang que le joueur rencontre dans le jeu. Il est composé de simples gangsters locaux et de policiers en civil, recrutés spécialement pour éliminer Cash. Ils semblent davantage motivés par l'appât du gain que par le sadisme que démontrent les autres gangs. Leur inexpérience et leur manque de discipline les rendent désorganisés, bruyants, prévisibles et font ainsi d'eux le gang le plus facile à combattre étant donné qu'ils sont peu concentrés.
Les Hoods portent des vêtements de ville sombres et différents types de cagoules de ski pour dissimuler leurs visages. Ils sont équipés de battes de baseball en bois et de pieds de biche.

### Les Skinz
Un groupuscule de skinheads néonazis contrôlant la veille décharge de la ville. Les Skinz sont physiquement plus résistants que les Hoods et sont également plus dangereux et plus violents. Ils sont équipés de battes de baseball en métal et de riveteuses.

### Les Chiens de Guerre (The Wardogs)
Les Chiens de Guerre forment un groupe paramilitaire agissant sous les ordres directs de Ramirez. Tous sont militaires de métier bien qu'ils n'aient pas obligatoirement eu la même carrière. En effet, certains sont des vétérans de guerre, d'autres sont des mercenaires et plusieurs d'entre eux ont même servi dans la Navy Seal. Leur formation militaire leur confère une certaine expertise en tactiques et armements, les Wardogs maniant en effet l'art de l'embuscade, des leurres et des assauts frontaux. Certains membres, fidèles à leur passé militaire, communiquent par phrases codées des forces spéciales.
Ces hommes sont vêtus de tenues de camouflage militaires dont certaines évoquent le style visuel de Predator. Leur arme blanche fétiche est la machette et leurs tireurs d'élite sont équipés de fusils hypodermiques.

### Les Innocentz
Ce gang est en réalité composé de deux sous-factions : les Skullyz, des hispaniques arborant tous des têtes de mort (parfois sous forme de masque, parfois directement peintes sur leur visage), ayant un goût prononcé pour le satanisme et vouant un culte envers la Mort et les Babyfaces, des hommes caucasiens, replets, atteints d'alopécie, manifestement déficients mentaux et nommés ainsi en raison de leurs masques présentant une tête de bébé et de leur façon de s'exprimer particulièrement enfantine.
Les Innocentz utilisent des faucilles, des hachettes et le fusil à canon scié est leur arme à feu de prédilection.

### Les Smileys
Ce groupe de chasseurs contrôle l'asile psychiatrique de Carcer City. En effet, il est composé de criminels mentalement déséquilibrés, de meurtriers psychotiques ainsi que de serial killers, tous particulièrement sadiques, prenant un plaisir pervers à torturer et à faire souffrir leurs victimes. Il s'agit du gang le plus sadique, le plus violent et le plus dangereux du jeu, leur instabilité mentale les rendant totalement imprévisibles.
Bien que leur nom provienne des smileys qu'ils arborent sur leurs masques, leurs troubles psychiatriques poussent certains d'entre eux à se vêtir de robes tandis que d'autres exhibent des traces d'automutilation. En conséquence, il n'est pas rare de les entendre monologuer de façon incohérente, pousser des cris d'animaux ou encore murmurer des paroles de berceuses.
Ils sont armés de hachoirs et de fusils à pompe SPAS-12.

### Les «Cerbères» (Cerberus)
Il s'agit d'un groupe paramilitaire servant à la fois de milice privée et de garde rapprochée de Starkweather. Certains membres de cette unité sont d'anciens officiers clandestins de la NSA, spécialistes des opérations d'anti-kidnapping et de contre-espionnage et ont notamment travaillé pour de nombreux PDGs. Ils sont dans un premier temps chargés de maîtriser Cash à la fin de chaque scène et de le déposer dans chacun des « lieux de tournage » mais celui-ci parviendra à s'échapper. Cash doit par la suite faire face aux Cerbères, chargés d'assurer la sécurité de la propriété et la protection de Starkweather.
Il s'agit de la seule faction du jeu dont les membres n'agissent ni par sadisme ni par plaisir de tuer mais uniquement par devoir de protéger leur employeur.
Ils sont vêtus d'uniformes militaires noirs et de masques à gaz et sont armés de Desert Eagles et de M-16.

## Controverse
En Nouvelle-Zélande, le jeu a été banni le 11 décembre 2003,,.
Au Canada, Manhunt est devenu le premier jeu électronique en Ontario à être classifié comme un film limité aux adultes.
En Allemagne, le Amtsgericht a confisqué toutes les versions de Manhunt en juillet 2004 pour violation du code pénal allemand. Selon la cour, le jeu décrit l’exécution et le meurtre d'êtres humains comme étant un passe-temps amusant dans lequel plus le joueur est violent, plus il est récompensé.
En Australie, l'Australian Classification Board a refusé la classification du jeu en septembre 2004.
Le jeu a également été interdit en Malaisie, Arabie Saoudite et Corée du Sud.
En Russie, le jeu a été banni en novembre 2012 à la suite de la tuerie perpétrée par Dmitry Vinogradov.